# Богдановский, Александр Сергеевич
Александр Сергеевич Богдановский (род. 28 октября 1952, Москва) — российский переводчик поэзии и прозы с испанского и португальского языков.

## Биография
Отец — офицер ВМФ, мать — врач-психиатр. Окончил филологический факультет Ленинградского университета (1974) и аспирантуру ГИТИС. Кандидат искусствоведения (1978). Как переводчик выступает с 1977. Член Союза писателей Москвы, член Гильдии «Мастера литературного перевода» (2005).

## Переводческие работы
Наиболее известен переводами прозы Жозе Сарамаго, Жоржи Амаду, Карлоса Фуэнтеса, Марио Варгаса Льосы, Артуро Переса-Реверте, Пауло Коэльо — знаменитых авторов, ряд которых именно он открыл для российского читателя. Переводил с португальского лирику Бокаже, Машаду де Ассиса, Фернандо Пессоа, Фернанду Наморы и др. Также перевел с английского биографическую книгу Нормана Мейлера Портрет Пикассо в юности и второй роман Харпер Ли «Пойди поставь сторожа».

## Признание
- Переводческая премия «Инолит» (1998)
- Переводческая премия «ИЛлюминатор» (2006)
- Переводческая премия Мастер (2010).